# Nabil Alioui
Nabil Alioui, né le 18 février 1999 à Toulon (Var), est un footballeur franco-marocain jouant au poste d'ailier gauche à Adana Demirspor.

## Biographie

### En club
Il débute le football en passant par plusieurs clubs de la ligue de la Méditerranée durant son enfance. A l'âge de 14 ans, il rejoint le centre de formation de l'AS Monaco. Il gravit les échelons au sein des équipes de jeunes du club de la Principauté, où il se fait notamment remarquer en inscrivant 5 buts lors de l'UEFA Youth League 2018-2019.
Après cinq années passées en équipes de jeunes, Nabil Alioui signe son premier contrat professionnel le 6 août 2018. Il est directement prêté au club belge du Cercle Bruges. Il ne joue pas avec son nouveau club durant près de neuf mois à la suite d'une blessure à la hanche. Le 10 mars 2019, il fait ses débuts professionnels en rentrant trente minutes lors d'une défaite 2-1 face au Standard de Liège en Jupiler Pro League. Il marque son premier but en professionnel avec le club belge un mois plus tard face à Waasland-Beveren. La saison suivante, il retourne à l'AS Monaco mais n'entre pas dans les plans de ses entraîneurs successifs, Leonardo Jardim et Robert Moreno.
Le 12 août 2020, il signe un contrat de quatre ans avec Le Havre AC. Il dispute 24 matchs pour 3 buts en Ligue 2 lors de sa première saison, puis 5 buts lors de la saison 2021-2022, où il s'affirme comme l'un des éléments clés de Paul Le Guen. Le Havre performe en ligue 2, et il égale le record de match sans défaite, et Nabil Alioui est un élément clé de ce succès. Le 2 juin 2023, après une victoire du Havre face à Dijon FCO (victoire, 1-0), le club est officiellement couronné champion de la Ligue 2, promu en Ligue 1 et Alioui remporte ainsi son premier trophée majeur.
Le 13 août 2023, il joue son premier match en Ligue 1 face au Montpellier HSC. Deux semaines plus tard, il inscrit ses deux premiers buts dans ce championnat lors d'un déplacement à Rennes, où il permet à son équipe d'obtenir le point du match nul (2-2).
En janvier 2024, à la toute fin du mercato hivernal, il est transféré au club de l'Adana Demirspor. 

### En équipe nationale
Avec l'équipe de France des moins de 16 ans, il inscrit son premier but en équipe nationale de jeunes face à la Tchéquie. Il gravit les échelons et joue deux matchs pour les moins de 18 ans sans inscrire de but. Il redevient décisif en sélection avec les moins de 19 ans avec lesquels il inscrit quatre buts en cinq matchs, deux doublés face à la Bulgarie et l'Angleterre. Il évolue ensuite avec les moins de 20 ans où il participe à la Coupe du Monde U20 2019. Il marque un but lors de l'élimination de la France face aux Etats-Unis (2-3) en huitièmes de finale.
En décembre 2023, il est présélectionné par Walid Regragui dans une liste de 55 joueurs pour disputer la CAN 2024 en Côte d'Ivoire mais ne sera finalement pas retenu.

## Statistiques
| Saison                | Club                  | Championnat           | Championnat | Championnat | Championnat | Coupe(s) nationale(s) | Coupe(s) nationale(s) | Coupe(s) nationale(s) | Autres compétitions | Autres compétitions | Autres compétitions | Autres compétitions | Total | Total | Total |
| Saison                | Club                  | Division              | M.          | B.          | P.d.        | M.                    | B.                    | P.d.                  | Comp.               | M.                  | B.                  | P.d.                | M.    | B.    | P.d.  |
| 2018-2019             | Cercle Bruges (prêt)  | Division 1A           | 2           | 0           | 0           | -                     | -                     | -                     | PO2                 | 10                  | 1                   | 2                   | 12    | 1     | 2     |
| 2019-2020             | AS Monaco             | Ligue 1               | -           | -           | -           | -                     | -                     | -                     | -                   | -                   | -                   | -                   | 0     | 0     | 0     |
| 2020-2021             | Le Havre AC           | Ligue 2               | 24          | 3           | 2           | 1                     | 0                     | 0                     | -                   | -                   | -                   | -                   | 25    | 3     | 2     |
| 2021-2022             | Le Havre AC           | Ligue 2               | 35          | 5           | 2           | 1                     | 1                     | 0                     | -                   | -                   | -                   | -                   | 36    | 6     | 2     |
| 2022-2023             | Le Havre AC           | Ligue 2               | 28          | 6           | 3           | 1                     | 0                     | 0                     | -                   | -                   | -                   | -                   | 29    | 6     | 3     |
| 2023-2024             | Le Havre AC           | Ligue 1               | 18          | 4           | 1           | 1                     | 0                     | 1                     | -                   | -                   | -                   | -                   | 19    | 4     | 2     |
| Sous-total            | Sous-total            | Sous-total            | 105         | 18          | 8           | 4                     | 1                     | 1                     | -                   | 0                   | 0                   | 0                   | 109   | 19    | 9     |
| 2023-2024             | Adana Demirspor       | Süper Lig             | 6           | 0           | 0           | -                     | -                     | -                     | -                   | -                   | -                   | -                   | 6     | 0     | 0     |
| Total sur la carrière | Total sur la carrière | Total sur la carrière | 113         | 18          | 8           | 4                     | 1                     | 1                     | -                   | 10                  | 1                   | 2                   | 127   | 20    | 11    |

## Palmarès
- Le Havre AC
  - Champion de France de Ligue 2 en 2023